# Pablo Jaramillo
Pablo Jaramillo Jaramillo (Sonsón, 2 de enero de 1938) es un ceramista, dibujante y académico colombiano.
Su obra abarca la reinterpretación de la cerámica indígena, la figuración y la geometrización a través del módulo, con un marcado estilo personal.

## Biografía

### Primeros años
Nació en Sonsón el 2 de enero de 1938, en el hogar conformado por Antonio Jaramillo y Lía Jaramillo.  Desde muy niño empezó a experimentar con el barro. Realizó sus estudios de bachillerato en el Liceo Braulio Mejía, del cual egresó en 1958. Ese año escribió su primer artículo de prensa, sobre Enrique Gallego Velázquez.
Sintiendo vocación por la vida artística, se matriculó en la Universidad Nacional donde cursó estudios de dibujo con especialización en pintura, y obtuvo el correspondiente título de maestro en 1963. Ese mismo año le fue otorgada una mención honorífica en el Primer Salón de grabado de Cúcuta. Poco después, se vinculó al periódico La Acción, y en él comenzó a escribir sobre temas locales, particularmente los relacionados con su área profesional.

### Vida profesional
En 1964 fue designado profesor de dibujo en la Universidad Nacional, en cursos nocturnos; y obtuvo la licenciatura en artes plásticas de la Escuela de Bellas Artes del mismo centro educativo. De este periodo fue también su primera exposición en Sonsón, en la Biblioteca Joaquín Antonio Uribe. En 1965 participó en un concurso abierto convocado por el Gobierno Nacional para el otorgamiento de una beca de estudios en París; resultando ganador viajó a dicha ciudad en la que permaneció hasta el año siguiente, y participó en el periódico El Espectador escribiendo sobre el carriel, y participó en otros diarios como El Colombiano y La República.

Terminados los estudios de la beca, viajó por Italia, España, Estados Unidos, Puerto Rico y Venezuela. A su regreso a Colombia, se dedicó a estudiar la cultura precolombina, que marcó luego una importante parte de su obra. En Cúcuta realizó su primera exposición en la Pícola Galería de Arte, que recibe buenas críticas en el diario local La Opinión. Tiempo después comenzó a recibir encargos para ilustraciones de carátulas de algunas publicaciones, particularmente de su ciudad natal.

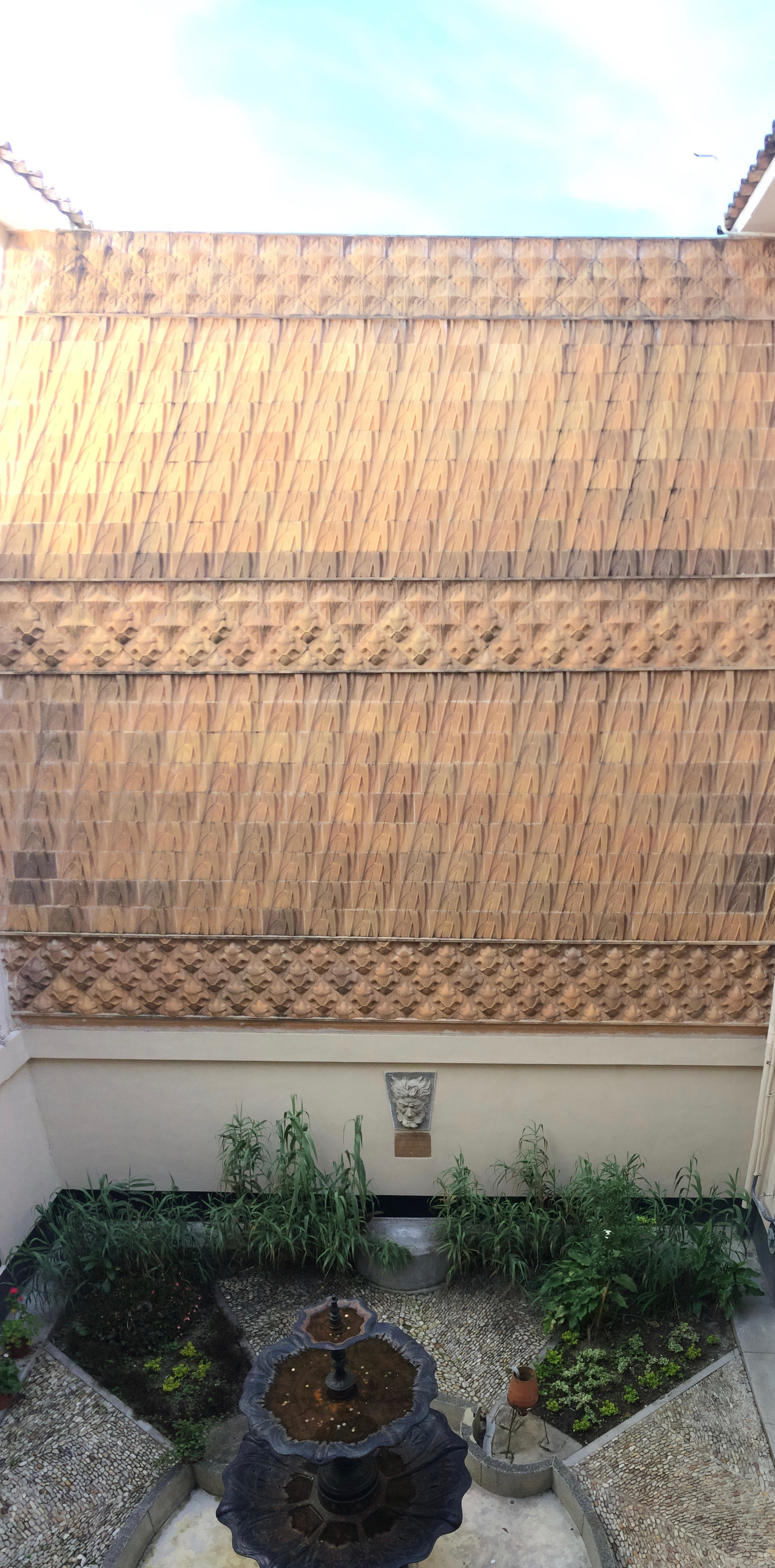
Sonsón (Mural) (1972-1975). Alcaldía de Sonsón.

A comienzos de 1966 realizó exposiciones en las ciudades venezolanas de San Cristóbal y Maracaibo. El 28 de diciembre de ese mismo año contrajo matrimonio con Cecilia Carvajal Fernández. En 1967 fue designado profesor del Instituto de Cultura y Bellas Artes de Cúcuta, allí y en Pamplona presenta varias exposiciones.
El 28 de febrero de 1970 se crea el Centro de Historia de Sonsón y fue nombrado miembro correspondiente de dicha corporación. Simultáneamente fue designado instructor de cerámica en el Centro de la Construcción del SENA, en Medellín. En diciembre del mismo año realizó en la capital de Antioquia una exposición de cerámica en el National City Bank, Presentando la inauguración el poeta Jorge Robledo Ortíz.
En 1971 fue nombrado director del Instituto de Artes Plásticas de la Universidad de Antioquia y al año siguiente, profesor de diseño de la Universidad Pontificia Bolivariana. Ese año realizó una exposición en Sonsón con motivo del centenario de la muerte del poeta Gregorio Gutiérrez González. Dos años después participó con una muestra de sus últimos trabajos en la Oficina de Fomento y Turismo de Medellín. En 1974 obtuvo el primer premio en el Segundo Salón Nacional de Cerámica, realizado en el Museo de Zea, con un adelanto de lo que luego sería el mural de la Casa consistorial de Sonsón.

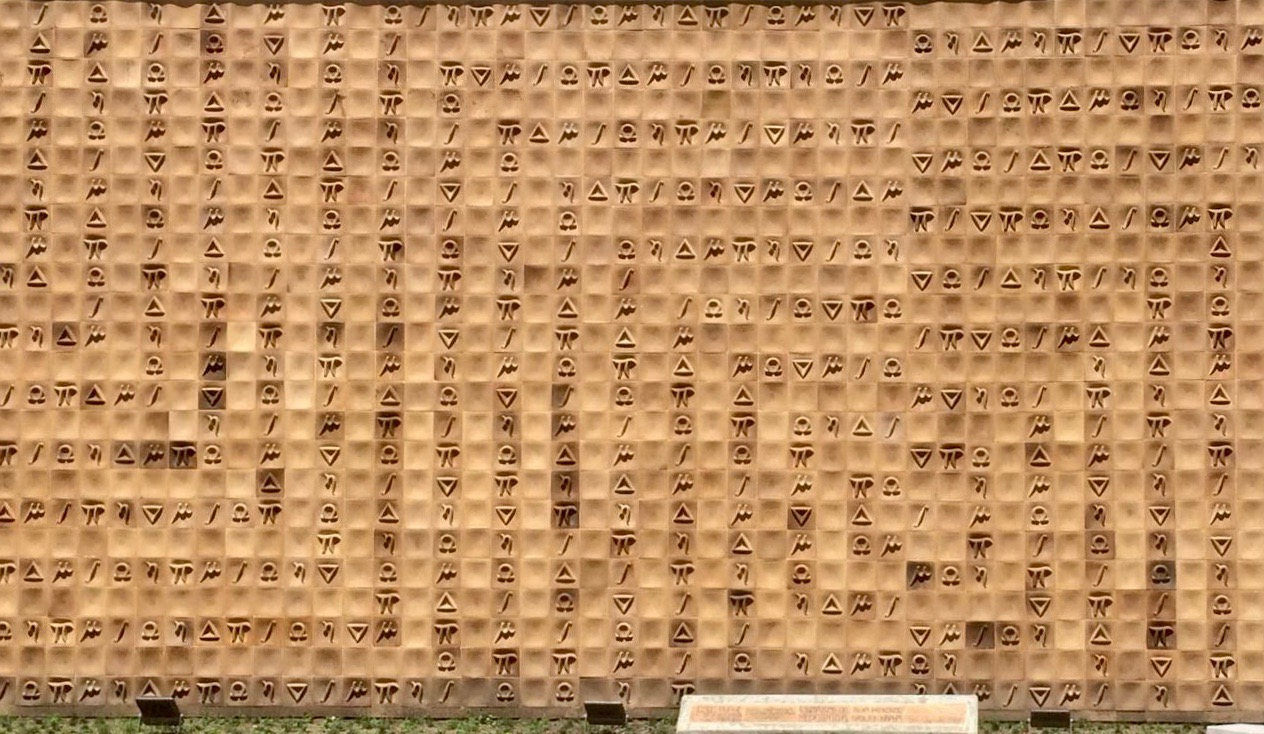
Mural de la Escuela de Ingenierías (1987). Universidad Pontificia Bolivariana.

En 1972, Jaramillo se hizo al propósito de obsequiar algo a su ciudad natal, y después de considerar opciones, se dio a la tarea de confeccionar un gran mural para ser instalado en el patio de la Casa consistorial. Durante tres años se dedicó a dicha tarea, con el patrocinio de Locería Colombiana. la obra consta de 558 placas: 216 cuadradas  y 342 rectangulares; que ocupan un área de 100 m².  La inauguración de la obra tuvo lugar el 30 de marzo de 1975 a las 11:00 a. m. Así mismo, se encargó de la confección de las placas históricas a ser colocadas en la misma Casa consistorial, y de la decoración del Hotel Tahamí, de la Sociedad de Mejoras Públicas. 
En 1975 concibió la idea de recuperar obras inconclusas del imaginero sonsonés Rómulo Carvajal con el fin de adecuar una sala museo en la Casa de la Cultura, recién establecida en la casa de habitación de dicho artista. Por sus valiosos servicios a Sonsón, le fueron impuestos reconocimientos de la Sociedad de mejoras Públicas y la Corporación Casa de la Cultura en 1977.
En los años posteriores, realizó otros murales para el Icetex, Coltejer y el Banco Cafetero.
En la década de 1980 realizó un mural para la facultad de derecho de la Universidad Pontificia Bolivariana, la empresa ISA, el museo Casa de los Abuelos de Sonsón; y el mural de la Escuela de Ingenierías de la U.P.B. En este mismo período realizó numerosas exposiciones. En 1990 confeccionó un mural conmemorativo del centenario de Argelia de María y el "Espíritu Bolivariano" en la U.P.B.

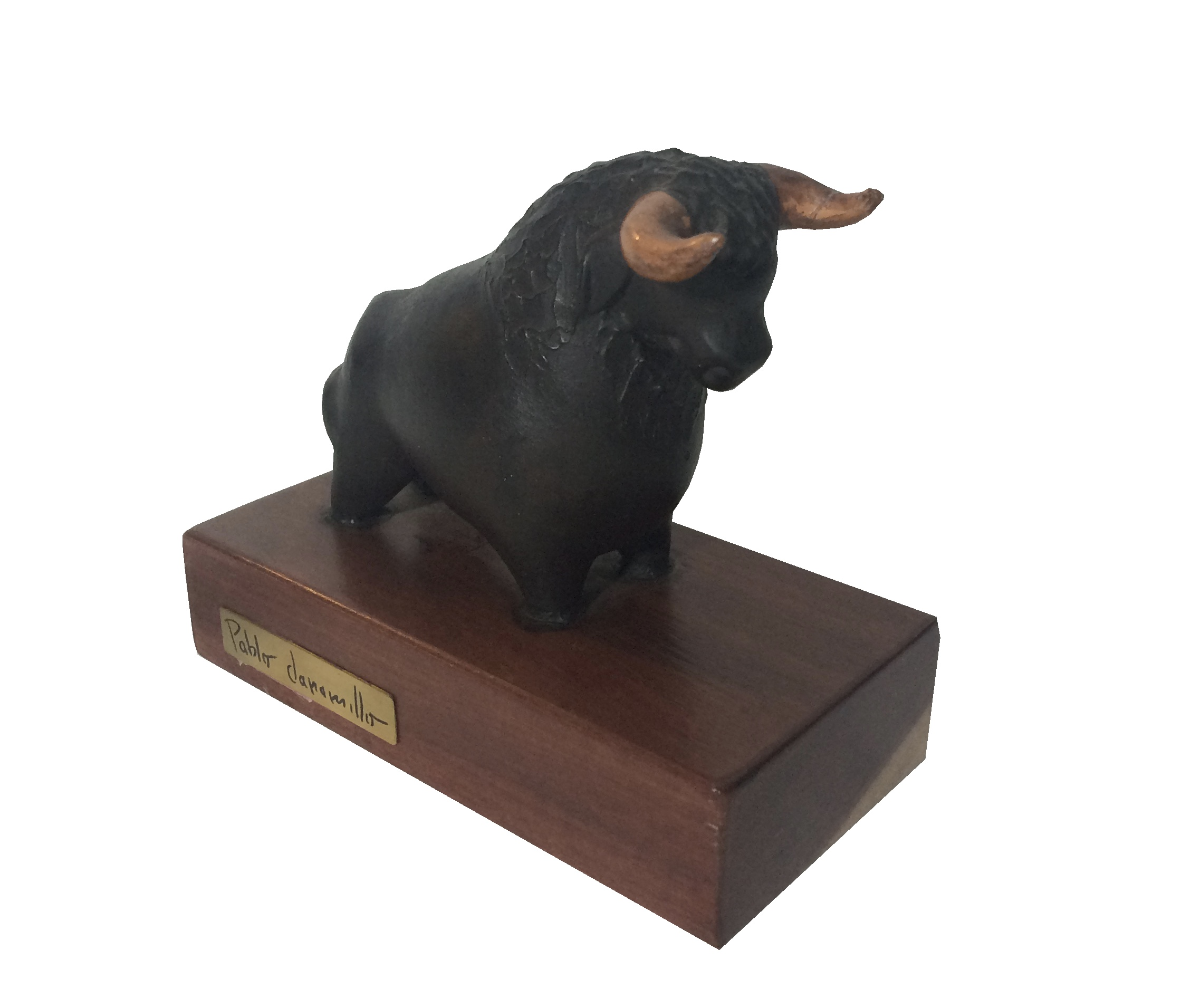
Toro (S.f.)

### Pequeño formato
En su obra también ha sido prolífico el pequeño formato, caracterizada por la representación de la fauna, la figura humana, los iconos religiosos y la arquitectura. En este formato también desarrolló numerosos módulos, y pequeños artefactos como relojes de arena.

### Museo Pablo Jaramillo
A su retiro de la vida profesional, Pablo Jaramillo decidió donar su colección de obras de su autoría a su ciudad natal, con el fin de que allí fueran expuestas en un espacio destinado a tal fin. En 2011 su iniciativa recibió el apoyo de la Alcaldía de Sonsón, la que analizó junto con el artista, posibles lugares para la exposición de su obra. Finalmente, por sus cualidades lumínicas y espaciales se seleccionaron algunos salones de la Ciudadela Educativa "El Lago". El 4 de agosto de 2012, coincidiendo con el aniversario 212 de fundación de Sonsón, se inauguró el museo con obras de mediano y pequeño formato; posteriormente, en 2015 se puso en servicio el taller de cerámica para la formación artística; y en 2018 se entregó catalogado el archivo personal, conservado en la sala patrimonial de la Casa de la Cultura "Roberto Jaramillo Arango".